# Eretmapodites marcelleae
Eretmapodites marcelleae is een muggensoort uit de familie van de steekmuggen (Culicidae). De wetenschappelijke naam van de soort is voor het eerst geldig gepubliceerd in 1959 door Adam & Hamon.